# Castelo de Ambra
O Castelo de Ambra, também conhecido como Castelo de Pego, localiza-se no município de Pego, na província de Alicante, comunidade autónoma da Comunidade Valenciana, na Espanha.
Ergue-se sobre uma crista rochosa na montanha de Ambra, na serra de Migdia, a 264 metros acima do nível do mar, de onde se domina o pântano de Pego. A partir do castelo controlava-se o acesso ao vale de Ebo.

## História
Trata-se de uma fortificação muçulmana erguida no início do século XIII, com a função de servir como lugar de habitação e refúgio das comunidades rurais contra os avanços do rei Jaime I de Aragão. Serviu como fortificação para as forças de Al-Azraq em sua luta contra o rei.
Perdeu a sua importância estratégica a partir do século XIV.

## Características
Trata-se de um conjunto de grandes dimensões ocupando o cimo e parte da encosta onde se dispõe um duplo recinto muralhado, desenhado para abrigar a povoação, no que pode ser considerado como um povoado fortificado.
O primeiro recinto conta com uma barbacã de traçado recto flanqueada por torres de planta quadrada, que reforçam o recinto muralhado interior, erguidas em taipa sobre alvenaria.
O acesso ao recinto superior encontra-se na vertente orientada a Leste e consta de três portas sucessivas.
No interior do recinto abre-se uma cisterna de planta retangular, também em taipa.